# Lisna trichinalis
Lisna trichinalis е вид паяк от семейство Oonopidae. Видът е уязвим и сериозно застрашен от изчезване.

## Разпространение
Разпространен е в Мавриций и Сейшели.